# Græsted Syd Station
Græsted Syd Station er en dansk jernbanestation i den sydøstlige del af byen Græsted i Nordsjælland. Stationen blev åbnet som Pibemose trinbræt 23. maj 1971 som erstatning for Vokstrup trinbræt. Trinbrættet blev opgraderet til station i 1991, hvor den fik navnet Græsted Syd.